# Port lotniczy Raszt
Port lotniczy Raszt (IATA: RAS, ICAO: OIGG) – port lotniczy położony w mieście Raszt, w ostanie Gilan, w Iranie.